# Max von der Planitz
Heinrich Wilhelm Maximilian Edler von der Planitz (* 15. September 1834 in Dresden; † 22. Juni 1910 in Interlaken) war ein preußischer General der Artillerie.

## Leben

### Herkunft
Max entstammte dem vogtländischen Adelsgeschlecht von der Planitz. Er war der Sohn von Gustav Adolf von der Planitz (1802–1869) und dessen Ehefrau Marie, geborene von Watzdorff (1808–1862). Sein Vater war Herr auf Kaschwitz, königlich sächsischer Hof- und Justizrat sowie herzoglich sachsen-altenburgischer Geheimer Rat und Minister. Der spätere preußische Generaloberst Ernst von der Planitz (1836–1910) war sein jüngerer Bruder.

### Militärkarriere
Planitz absolvierte das Gymnasium in Zeitz und trat am 1. Mai 1852 als Kanonier in das Garde-Artillerie-Regiment der Preußischen Armee ein. Zur weiteren Ausbildung war er 1852/55 an die Vereinigte Artillerie- und Ingenieurschule kommandiert und avancierte zwischenzeitlich zum Sekondeleutnant. Mit Patent vom 20. Oktober 1853 wurde Planitz am 11. Oktober 1855 zum Artillerieoffizier ernannt. Als Premierleutnant war er ab dem 23. September 1865 Adjutant der Garde-Artillerie-Brigade. In dieser Stellung am 16. Januar 1866 zum Hauptmann befördert, nahm Planitz im selben Jahr während des Krieges gegen Österreich an den Kämpfen Soor und Königinhof sowie der Schlacht bei Königgrätz teil. Ausgezeichnet mit dem Roten Adlerorden IV. Klasse mit Schwertern wurde er nach dem Friedensschluss zum Chef der 1. reitenden Batterie im Garde-Artillerie-Regiment ernannt.
In dieser Stellung kam Planitz 1870 nach dem Beginn des Krieges gegen Frankreich in den Schlachten bei Vionville, Gravelotte, Beaumont, Sedan und Le Bourget sowie der Belagerung von Paris zum Einsatz. Für seine Leistungen wurden ihm beide Klassen des Eisernen Kreuzes verliehen. Nach dem Frieden von Frankfurt war Planitz für vier Monate zur Artillerie-Schießschule in Berlin kommandiert. Am 23. März 1872 folgte seine Ernennung zum Adjutanten der Generalinspektion der Artillerie. Unter Belassung in dieser Stellung wurde Planitz am 15. August 1872 in das Ostpreußische Feldartillerie-Regiment Nr. 1 versetzt und am 10. September 1872 zum Major befördert. Nachdem man ihn von seinem Kommando bei der Generalinspektion entbunden hatte, wurde er am 27. September 1873 zum Kommandeur der reitenden Abteilung des Niederschlesischen Feldartillerie-Regiments Nr. 5 in Sagan ernannt. Im September 1876 war Planitz als Beobachter zu den großen österreichischen Truppenmanövern kommandiert und mit dem Komturkreuz des Franz-Joseph-Ordens ausgezeichnet worden. Am 22. April 1879 folgte seine Versetzung nach Koblenz als Kommandeur des Rheinischen Feldartillerie-Regiments Nr. 8 und bis Mitte Oktober 1883 stieg Planitz zum Oberst auf. Am 1. Juni 1885 wurde er zum Chef des Generalstabes des VIII. Armee-Korps unter dem späteren Generalfeldmarschall Walter von Loë ernannt. In dieser Eigenschaft erhielt Planitz am 22. März 1887 Rang und Gebührnisse eines Brigadekommandeurs. Als Generalmajor wurde er am 4. August 1888 Kommandeur der 49. Infanterie-Brigade (1. Großherzoglich Hessische) in Darmstadt. Nach knapp zwei Jahren kam Planitz mit der Beförderung zum Generalleutnant nach Düsseldorf und kommandierte hier die 14. Division. Dieses Kommando gab er bereits am 13. Oktober 1890 wieder ab und wurde dafür Kommandeur der 2. Garde-Division in Berlin. Vom 27. Januar 1891 bis zum 17. Oktober 1892 fungierte Planitz als Oberquartiermeister im Großen Generalstab und war anschließend bis zum 9. Juni 1893 als Gouverneur von Mainz tätig. Daran schloss sich eine Verwendung als Generalinspekteur der Generalinspektion der Fußartillerie an. In den kommenden neun Jahren war Planitz maßgeblich an der Weiterentwicklung der schweren Artillerie und der Einführung der schweren Feldhaubitze für das Feldheer verantwortlich. Als General der Artillerie wurde er für sein Wirken mehrfach ausgezeichnet. Neben dem Kronenorden I. Klasse und dem Großkreuz des Roten Adlerordens mit Eichenlaub und Schwertern wurde Planitz anlässlich seines 50-jährigen Dienstjubiläums zum Ritter des Schwarzen Adlerordens geschlagen. In Genehmigung seines Abschiedsgesuches wurde er am 13. Juni 1902 unter Stellung à la suite des Garde-Fußartillerie-Regiments mit der gesetzlichen Pension zur Disposition gestellt und gleichzeitig zum Domherrn in Naumburg (Saale) ernannt.
Nach seiner Verabschiedung würdigte ihn Wilhelm II. am 18. Januar 1903 noch durch die Verleihung der Kette zum Schwarzen Adlerorden. Er wurde in Weimar beigesetzt.

### Familie
Planitz hatte sich am 10. Juni 1869 mit Marie von Schlegel (1849–1912) verheiratet. Sie war die Tochter des preußischen Generalmajors Wolf Benno von Schlegel (1801–1860). Aus der Ehe gingen folgende Kinder hervor:
- Hans Max Wilhelm (1870–1933), preußischer Hauptmann a. D., Herr auf Komorowe ⚭ 1899 Marie Freiin von Zedlitz und Leipe (1872–1945)
- Hans Wilhelm Max (1872–1915), preußischer Major ⚭ 1902 Alice Freiin Heyl zu Herrnsheim (1881–1969)
- Hans Max Adolf Bruno (1873–1950), Gerichtsassessor und Bankier ⚭ 1900 Elsa von Krause (1877–1933)
- Elisabeth Marie (* 1874) ⚭ 1900 Ernst von Wrisberg (1862–1927), preußischer Generalmajor
- Johanna Mathilde (* 1876) ⚭ 1898 Hans Tieschowitz von Tieschowa (1872–1952), deutscher Generalleutnant
- Marie Elisabeth (* 1878)
- Hans Wilhelm Gustav Adolf (1883–1917), preußischer Hauptmann
- Max Wilhelm Hans (1884–1970) ⚭ 1928 Anni Otto (1891–1958)